# Podgorje (Apače)
Podgorje (Duits: Absberg) is een plaats in Slovenië en maakt deel uit van de gemeente Apače in de NUTS-3-regio Pomurska. De plaats telde 187 inwoners op 1 januari 2020.

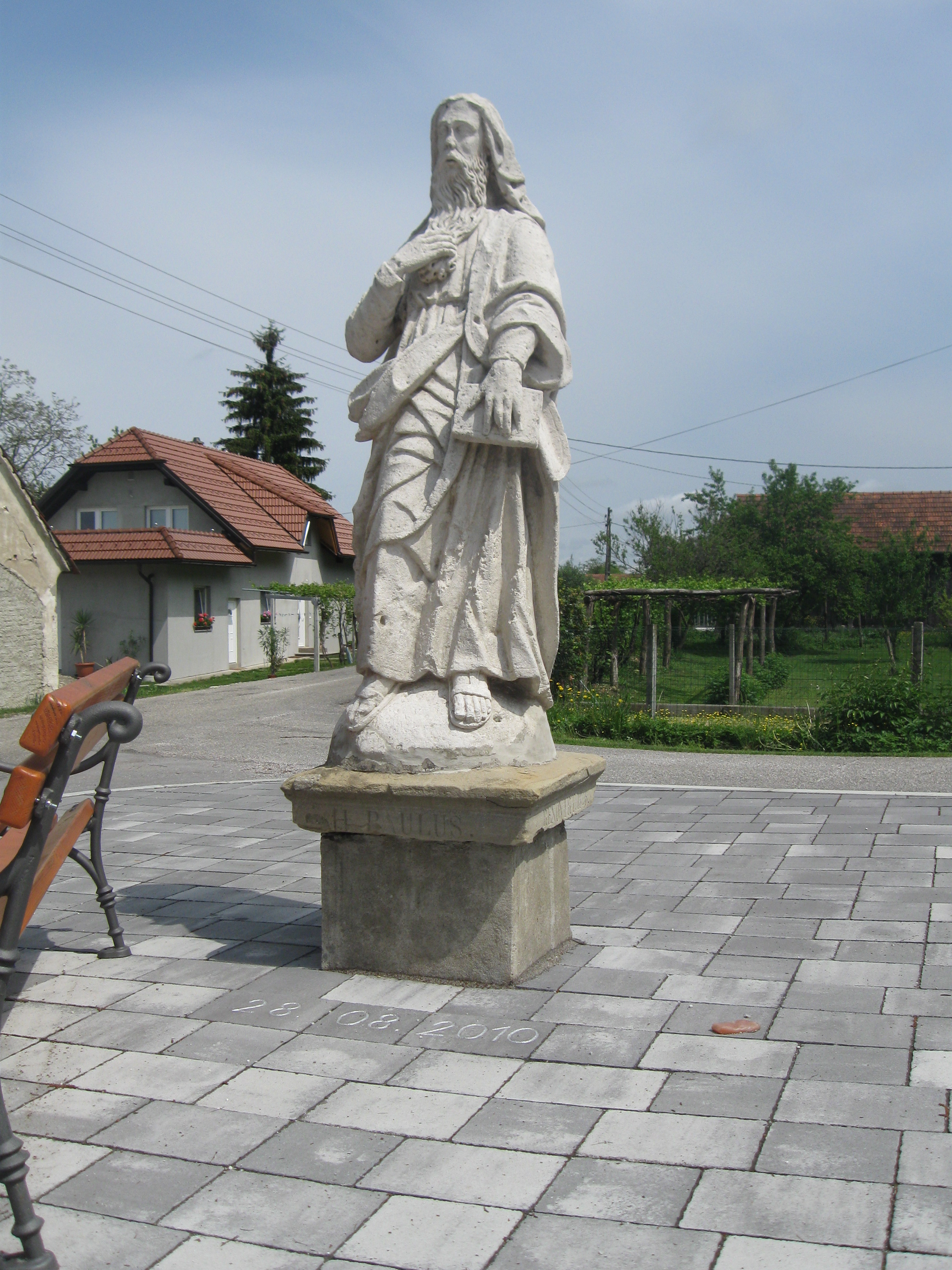
Standbeeld op het dorpsplein